# Vaterpolo klub Vojvodina
Il Vaterpolo klub Vojvodina è una squadra di pallanuoto che ha sede a Novi Sad, in Serbia.

## Storia
Il club fu fondato il 29 novembre 1935 sotto il nome "Galeb" (in italiano Gabbiano). Nel 1959 il nome fu cambiato in "Mornar" (in italiano Marinaio), nome che mantenne fino al 1962, anno in cui il club entrò a far parte della polisportiva Sportsko Društvo Vojvodina prendendo il nome attuale.

## Rosa 2021-2022
| N° |                   | Ruolo | Giocatore           |
| -- | ----------------- | ----- | ------------------- |
|    | Serbia (bandiera) | P     | Pavle Gavrilovic    |
|    | Serbia (bandiera) | P     | Milos Popadic       |
|    | Serbia (bandiera) |       | Mateja Cetkovic     |
|    | Serbia (bandiera) |       | Miodrag Mitrović    |
|    | Serbia (bandiera) |       | Nikola Bogdanovic   |
|    | Serbia (bandiera) |       | Nikola Bursac       |
|    | Serbia (bandiera) |       | Aleksa Tintor       |
|    | Russia (bandiera) |       | Daniil Frolov       |
|    | Serbia (bandiera) |       | Ilija Prekogacic    |
|    | Serbia (bandiera) |       | Nemanja Radovanlija |

| N° |                   | Ruolo | Giocatore            |
| -- | ----------------- | ----- | -------------------- |
|    | Serbia (bandiera) |       | Dragoljub Rogać      |
|    | Serbia (bandiera) |       | Aleksandar Radanovic |
|    | Serbia (bandiera) |       | Nikola Nikolov       |
|    | Serbia (bandiera) |       | Mihajlo Biocanin     |
|    | Serbia (bandiera) |       | Bogdan Brescanski    |
|    | Serbia (bandiera) |       | Luka Hrgovic         |
|    | Serbia (bandiera) |       | Nikola Maric         |
|    | Serbia (bandiera) |       | Marko Miletic        |
|    | Serbia (bandiera) |       | Petar Pajkovic       |

## Palmarès

### Settore femminile

#### Trofei nazionali
- Campionato serbo: 5

2021, 2022, 2023, 2024, 2025

## Tesserati celebri
- Branislav Mitrović
- Duško Pijetlović
- Miloš Ćuk
- Gojko Pijetlović